# Nationaal Archief van Indonesië
Het Nationaal Archief van Indonesië (Arsip Nasional Republik Indonesia) is het nationale archief van Indonesië, gevestigd in Jakarta. Het is voortgekomen uit het Nederlandse Landsarchief en omvat hierdoor archieven over Nederlands-Indië en de Vereenigde Oostindische Compagnie.
Bij de overdracht in 1949 werd overeengekomen dat de archieven van Nederlands-Indië aan Indonesië toebehoorden en daar bleven, hoewel andere landen er vaker voor kozen de archieven naar het moederland over te brengen. Hierdoor bevindt zich hier het grootste deel van de archieven van de Verenigde Oost-Indische Compagnie. Tussen Nederland en Indonesië werd afgesproken dat Indonesië kosteloos de archieven over Nederlands-Indië die zich in Nederland bevinden kan inzien. In 1972 werd de samenwerking geïntensiveerd door het Cultureel Akkoord.

## Huisvesting
Het archief was lange tijd gevestigd in Huis Reinier de Klerk.

## Landsarchivarissen[2]
- Jacob Anne van der Chijs (1892-1905)
- Frederik de Haan (1905-1922)
- Everhardus Godée-Molsbergen (1922-1937)
- Frans Rijndert Johan Verhoeven (1937-1942)